# Domingos Jorge Velho
Domingos Jorge Velho (Vila de Parnaíba, 13 de março de 1641 – Piancó, 2 de abril de 1705) foi um bandeirante paulista. Notório caçador de indígena e de escravizados fugitivos das mãos dos portugueses, e liderou as tropas que destruíram o Quilombo dos Palmares.

## Biografia
Era filho de Francisco Jorge Velho e de Francisca Gonçalves de Camargo.
Esteve nos sertões do Piauí, Ceará e Paraíba, combatendo e caçando indígenas, e sendo o responsável pela destruição de vários aldeamentos. Por volta do ano de 1675 fundou na Paraíba os arraiais de Formiga e Piancó.
Domingos Jorge Velho — que tinha a patente de mestre de campo — e o capitão-mor Bernardo Vieira de Melo foram contratados pelo governador e capitão-general da Capitania de Pernambuco Caetano de Melo e Castro para erradicar o Quilombo dos Palmares. A ação foi iniciada em janeiro de 1694, com as tropas partindo em direção à Serra da Barriga.

## Pintura
O bandeirante foi retratado juntamente com o seu loco-tenente Antônio Fernandes de Abreu em 1903 por Benedito Calixto. O óleo sobre tela medindo 140 x 99 cm faz parte do acervo do Museu Paulista.